# Barbara Euphan Todd
Barbara Euphan Todd (* 9. Januar 1890 in Doncaster; † 2. Februar 1976) war eine britische Schriftstellerin.
Sie besuchte eine Schule für Mädchen in Hampshire, ehe sie nach dem Ersten Weltkrieg damit begann Kurzgeschichten für die britischen Magazine Punch und The Spectator zu schreiben. Kurz darauf schrieb sie gemeinsam mit ihrem Ehemann John Bower, den sie 1932 heiratete, Kinderbücher. Ihr Mann fiel im Zweiten Weltkrieg. Ihre Stieftochter war Ursula Graham Bower. 1936 schrieb sie »Worzel Gummidge« und erreichte dadurch internationalen Erfolg und Bekanntheit; das Buch wurde später verfilmt und lief auch in Deutschland als 13-teilige Serie unter dem Namen Die Vogelscheuche. Ein weiteres bekanntes Werk war Miss Ranskill comes home, welches sie nach 1945 schrieb.